# 祖鴻勲
祖 鴻勲（そ こうくん、生没年不詳）は、東魏の文学者。本貫は范陽郡遒県（現在の河北省保定市淶水県）。

## 経歴
北魏の雁門郡・咸陽郡太守の祖慎の子として生まれた。弱冠にして同郡の盧文符とともに州主簿となった。臨淮王元彧に文学の才能を認められ、その推薦により奉朝請に任ぜられた。鴻勲は元彧の推挙によって登用されたにもかかわらず感謝の言葉を述べなかったので、そのことを人に問われると、「国のために才能ある者を推挙するのが臨淮王の仕事であり、鴻勲がどうして感謝することがあろうか」と答えた。元彧はこのことを聞いて「われ、その人を得たり」と喜んだ。葛栄が南進すると、鴻勲は防河別将として出向し、滑台を守備した。528年、元羅が東道大使となると、鴻勲は封隆之・邢卲・李渾・李象らとともに子使となった。東済北郡太守に任ぜられたが、父の看病のためと願い出て、赴任しなかった。後に城陽王元徽の推挙で司徒法曹参軍事となり、洛陽に赴いた。元徽が「臨淮王が推挙したとき、あなたはその門を訪ねなかったと聞いているが、今どうして来たのか」と訊ねると、鴻勲は「今は職に赴くために来たのであり、恩を謝するためではありません」と答えた。廷尉正に転じた。
後に官を去って郷里に帰った。このころ陽休之に対して書かれた手紙の文章が後世に伝わった。
梁の使者が東魏に来たとき、勅命により鴻勲は使者の接待にあたった。高歓に召されて并州にいたったとき、「晋祠記」の文章を書いたが、好事家たちはその文章を改変して遊んだ。鴻勲の最終官位は高陽郡太守であった。官にあっても清貧をたもち、妻子たちにも質素な食事をさせた。北斉の天保初年、在官のまま死去した。

## 伝記資料
- 『北斉書』巻45 列伝第37 文苑
- 『北史』巻83 列伝第71 文苑